# Sheep Meadow

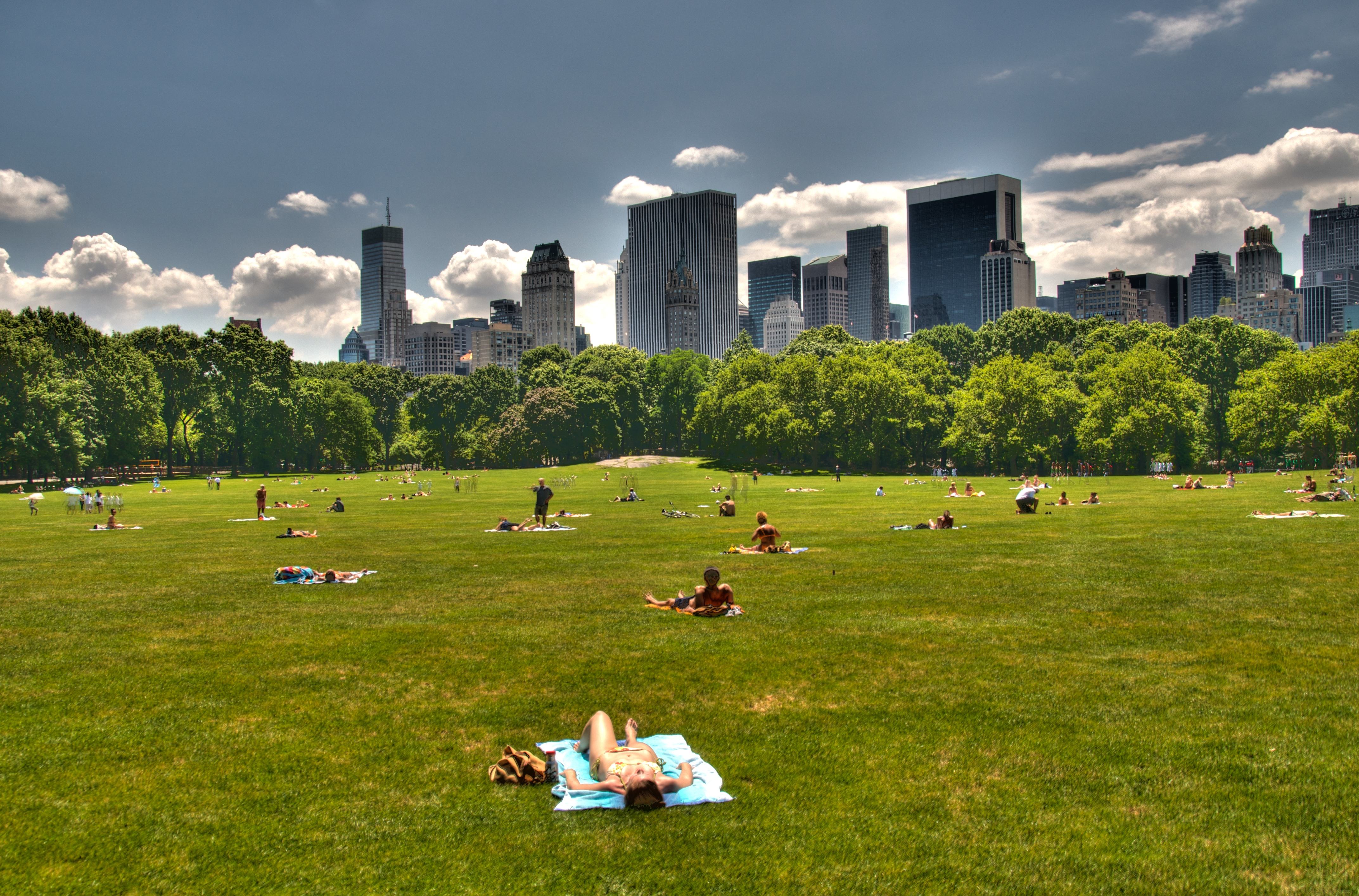
Sheep Meadow a l'estiu

El Sheep Meadow (el prat dels xais) és un dels espais de Central Park a New York. El seu nom va estar justificat fins a 1934, darrer any en què va ser utilitzat com a pasturatge. Actualment, es tracta d'una gespa prestant-se molt bé a l'ociositat i als banys de sol: els novaiorquesos l'utilitzen com una platja.